# Herman Le Compte

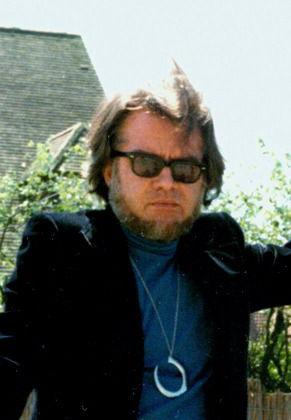
Herman Le Compte, 1976

Herman Le Compte (* 26. April 1929 in Aalst, Belgien; † 3. Januar 2008 in Knokke, Belgien) war ein belgischer Mediziner, Gerontologe und Altersforscher.

## Leben
Le Compte besuchte bis zum Abitur eine von Jesuiten geleitete Schule in seiner Heimatstadt Aalst. Nach dem absolvierten Medizinstudium arbeitete er in den 1950ern für mehrere Jahre in der damaligen Kolonie Belgisch-Kongo. Nach seiner Rückkehr spezialisierte er sich auf Geriatrie und Gerontologie. Ab 1970 wurde er durch seine Bücher und zahlreichen Fernsehauftritten als „Vitamindoktor“ bekannt, durch die Entwicklung einer speziellen Behandlung mit Bierhefe und Vitamin C, deren Ziel war es, „1000 Jahre alt“ zu werden. Le Compte wurde 1975 aus der belgischen Ärztekammer, die er immer als „die Horde“ bezeichnete, ausgeschlossen. Nach 20 Jahre andauernden Prozessen, wurde er vom Europäischen Gerichtshof für Menschenrechte teilweise rehabilitiert und konnte seinen Beruf wieder ausüben.
Le Compte schrieb mehrere Bücher über das Altern, sein Werk „Wir Kinder des Methusalem: Alters-Chancen der jungen Gesellschaft“ erschien 1978 erstmals in deutscher Sprache.
Herman Le Compte war mit der Bildhauerin Begga D’Haese (1934–2023) verheiratet, das Ehepaar hatte 10 Kinder, darunter ein kongolesisches Adoptivkind.

## Schriften
- Herman Le Compte: Qui Encore a Peur de Moi? Le Credo du Herman Le Compte., Banana Press 1973
- Herman Le Compte: Het is niet nodig gek te zijn, maar het kan helpen, Gottmer 1974, ISBN 90-257-0237-6
- Herman Le Compte: Wir Kinder des Methusalem: Alters-Chancen der jungen Gesellschaft,  Econ-Verlag 1978, ISBN 3-430-15908-3, ab 1980 als Lizenzausgabe bei Droemer-Knaur, ISBN 3-426-03634-7
- Herman Le Compte, Pia Pervenche: So lebt man länger nach Dr LeComptes Erfolgsmethode : vital und gesund bis ins hohe Alter, Falken-Verlag 1982, ISBN 3-8068-4129-2